# Kanton Romilly-sur-Seine
Der Kanton Romilly-sur-Seine ist ein französischer Wahlkreis im Département Aube in der Region Grand Est. Er umfasst sechs Gemeinden im Arrondissement Nogent-sur-Seine. Durch die landesweite Neuordnung der französischen Kantone wurde er 2015 neu geschaffen.

## Gemeinden
Der Kanton besteht aus sechs Gemeinden mit insgesamt 18.846 Einwohnern (Stand: 1. Januar 2022) auf einer Gesamtfläche von 104,80 km²:
| Gemeinde                     | Einwohner 1. Januar 2022 | Fläche km² | Dichte Einw./km² | Code INSEE | Postleitzahl |
| ---------------------------- | ------------------------ | ---------- | ---------------- | ---------- | ------------ |
| Crancey                      | 697                      | 8,81       | 79               | 10114      | 10100        |
| Gélannes                     | 704                      | 12,13      | 58               | 10164      | 10100        |
| Maizières-la-Grande-Paroisse | 1.521                    | 20,46      | 74               | 10220      | 10510        |
| Pars-lès-Romilly             | 834                      | 17,88      | 47               | 10280      | 10100        |
| Romilly-sur-Seine            | 14.751                   | 25,32      | 583              | 10323      | 10100        |
| Saint-Hilaire-sous-Romilly   | 339                      | 20,20      | 17               | 10341      | 10100        |
| Kanton Romilly-sur-Seine     | 18.846                   | 104,80     | 180              | 1009       | –            |

## Politik
| Vertreter im Departementrat | Vertreter im Departementrat  | Vertreter im Departementrat |
| Amtszeit                    | Namen                        | Partei                      |
| --------------------------- | ---------------------------- | --------------------------- |
| 2015–                       | Jérôme Bonnefoi Agnès Mignot | UMP                         |